# عنکبوت‌کش رنگ‌پریده
عنکبوت‌کُش رنگ‌پریده (نام علمی: Arachnothera dilutior) گونه‌ای از پرندگان خانواده شهدخواران است که در پالاوان یافت می‌شود. در ابتدا زیرگونه‌ای از عنکبوت‌کش کوچک در نظر گرفته می‌شد.